# Мякишево (Владимирская область)
Мякишево — деревня в Александровском муниципальном районе Владимирской области России. Входит в состав Краснопламенского сельского поселения.

## География
Расположена в 9 км на юг от центра поселения посёлка Красное Пламя и в 24 км на северо-запад от города Александрова, вблизи автодороги М-8 «Холмогоры». 

## История
В патриарших окладных книгах 1628 года в селе Мякишеве значится церковь Николая Чудотворца. В 1654 году патриарший писец Семен Хлопов записал Мякишевскую церковь по ошибке «новоприбылою» под именем церковь Святых Верховных апостолов Петра и Павла с приделом Великого Чудотворца Николы. В 1708 году в приходе села Мякишева числилось 56 дворов. В 1798 году на средства прихожан построен новый каменный храм с думя престолами: в настоящей холодной во имя Святых апостолов Петра и Павла, в трапезе теплой во имя Николая Чудотворца. Приход состоял из села Мякишева, сельца Остафьева, сельца Взвозова, деревень Мистриной, Полувзвоз, Лисав. В селе Мякишеве с 1886 года существовала школа грамоты. Учащихся в 1892-93 учебном году было 9 душ. В годы советской власти церковь была полностью разрушена.       
В конце XIX — начале XX века село входило в состав Тирибровской волости Александровского уезда Владимирской губернии. В 1905 году в селе числилось 35 дворов.
С 1929 года деревня входила в состав Тирибровского сельсовета Александровского района, позднее — в состав Краснопламенского сельсовета, с 2005 года — в состав Краснопламенского сельского поселения.

## Население
| 1859 | 1905 | 1926 | 2002 | 2010 | 2021 |
| ---- | ---- | ---- | ---- | ---- | ---- |
| 167  | ↗244 | ↘190 | ↘0   | →0   | ↗1   |

## Достопримечательности
В 2005 году на месте бывшей Петропавловской церкви была построена новая небольшая одноглавая кирпичная церковь-часовния, освященная во имя Михаила Архангела.